# バックカン市
バックカン市（ベトナム語：Thành phố Bắc Kạn / 城庯北𣴓  発音、「バッカン市」ともいい）はベトナムの東北地方のバックカン省の省都である。首都ハノイから150km離れている。人口は2015年時点で約5.8万人、面積は137km2である。

## 行政区画
以下の6坊2社を管轄する。
- ドゥクスアン坊（Đức Xuân/ 德春）
- フエントゥン坊（Huyền Tụng/ 弦誦）
- グエンティーミンカイ坊（Nguyễn Thị Minh Khai/ 阮氏明開）
- フンチーキエン坊（Phùng Chí Kiên/ 馮志堅）
- ソンカウ坊（Sông Cầu / 瀧梂）
- スアットホア坊（Xuất Hóa / 率化）
- ズオンクアン社（Dương Quang / 楊珖）
- ノントゥオン社（Nông Thượng / 農上）